# Station Shigino
Station  Shigino  (鴫野駅,  Shigino-eki) is een metro- en treinstation in de wijk Jōtō-ku in Osaka, Japan. Het wordt aangedaan door de Gakkentoshi-lijn (trein) en de Imazatosuji-lijn (metro). Het treinstation bevindt zich op een dijklichaam, het metrostation ondergronds.

## Lijnen

### JR West

#### Gakkentoshi-lijn
| 1 | ■ Gakkentoshi-lijn | richting Shijōnawate, Matsuiyamate en Kizu   |
| 2 | ■ Gakkentoshi-lijn | richting Kyōbashi, Kita-Shinchi en Amagasaki |

### Metro van Osaka

#### Imazatosuji-lijn(stationsnummer I19)
| 1 | ■ Imazatosuji-lijn | richting Gamō Yonchōme, Midoribashi en Imazato |
| 2 | ■ Imazatosuji-lijn | richting Taishibashi-Imaichi en Itakano        |

## Geschiedenis
Het eerste station dateert van 1933. In de jaren 50 werd het spoor verhoogd en werd er een nieuw station gebouwd. Het metrostation werd december 2006 geopend.

## Toekomst
Vanaf 2019 zal ook de Osaka Higashi-lijn stoppen op dit station. Er zullen twee eilandperrons komen, een voor elke richting zodat men direct kan overstappen.

## Overig openbaar vervoer
Bussen 21, 35 en 46

## Stationsomgeving
- Centraal ziekenhuis van Jōtō
- Konomiya (supermarkt)
- Heart-in (gemakswinkel)
- McDonald's
- 7-Eleven
- Hoofdkantoor van Takara Standard
- Kansai Urban Bank
- Dainichi-tempel
- Hashiro-schrijn

Kizu · Nishi-Kizu · Hōsono · Shimokoma · JR Miyamaki · Dōshisha-mae · Kyōtanabe · Ōsumi · Matsuiyamate · Nagao · Fujisaka · Tsuda · Kawachi-Iwafune · Hoshida · Higashi-Neyagawa · Shinobugaoka · Shijōnawate · Nozaki · Suminodō · Kōnoikeshinden · Tokuan · Hanaten · Shigino · Kyōbashi
Itakano · Zuikō Yonchōme · Daidō-Toyosato · Taishibashi-Imaichi · Shimizu · Shimmori-Furuichi · Sekime-Seiiku · Gamō Yonchōme · Shigino · Midoribashi · Imazato